# Tauanui Rapids
Die Tauanui Rapids sind Stromschnellen des Mokau River in der Region Waikato auf der Nordinsel Neuseelands. Sie liegen südlich von Te Kūiti im Waitomo District.